# Рододендрон облепиховидный

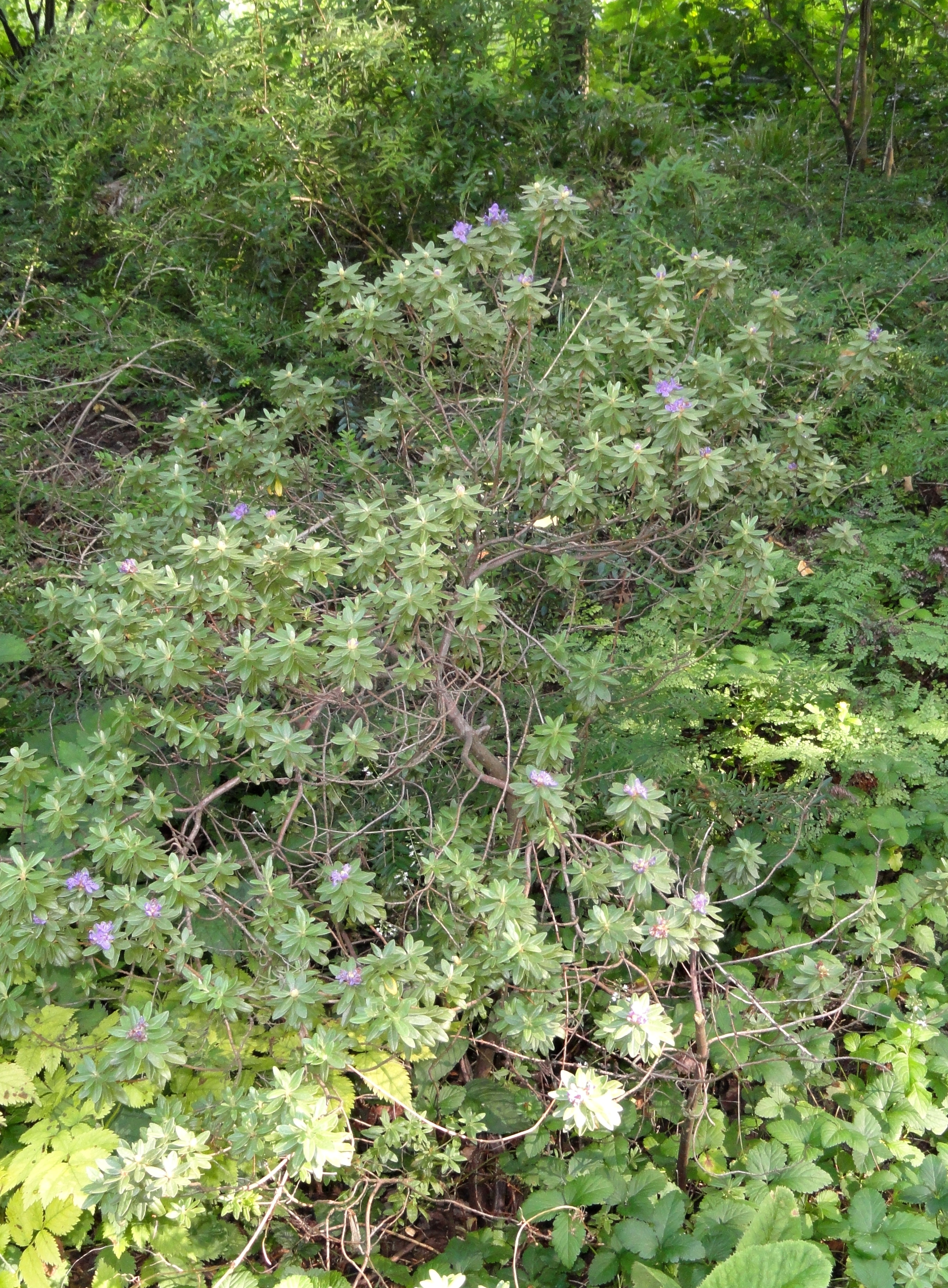

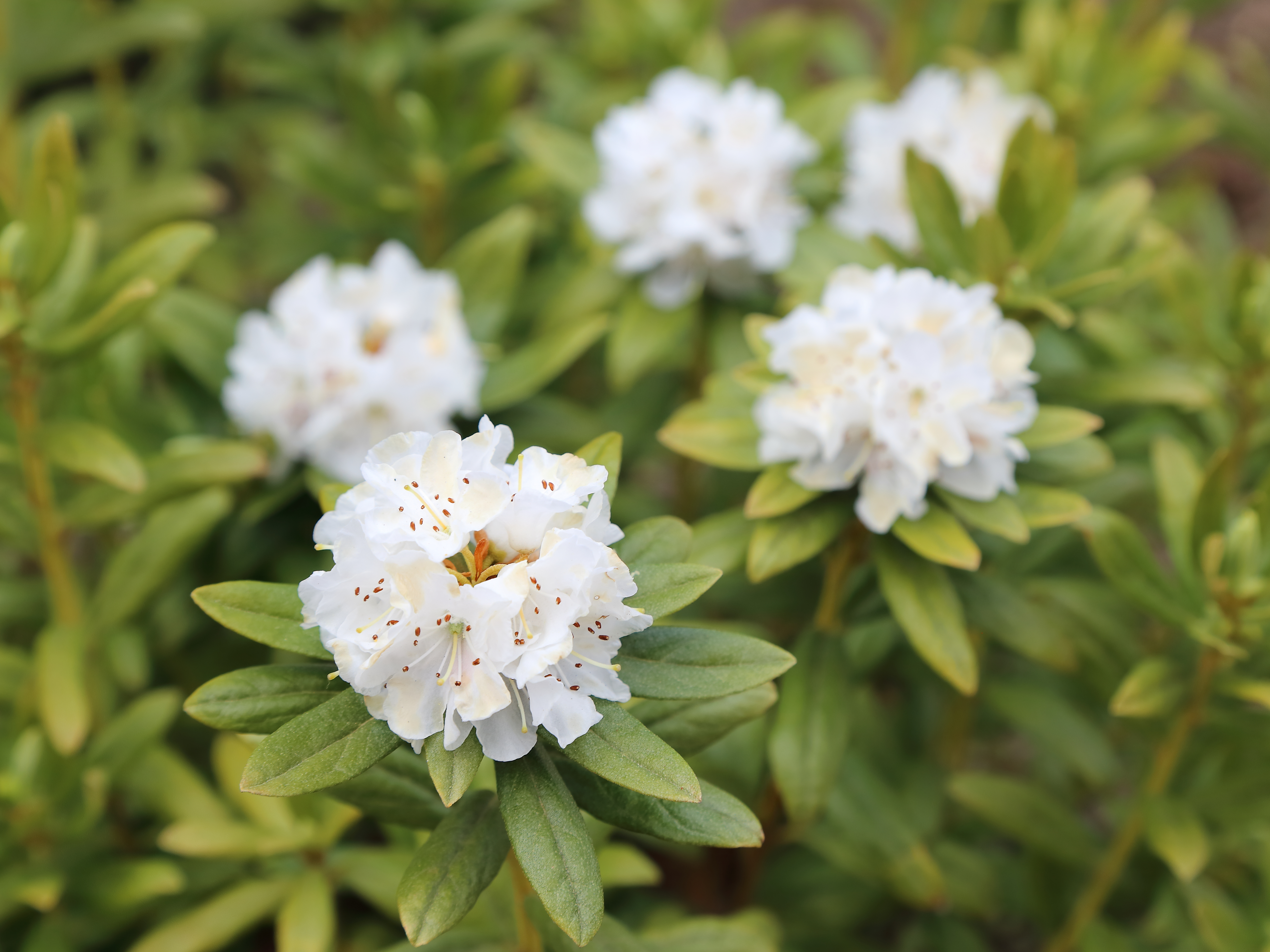

Рододендрон облепиховидный (лат. Rhododendron hippophaeoides) — растение из рода Рододендрон, вечнозелёный кустарник. Используется в качестве декоративного садового растения, а также в селекционных программах для получения декоративных сортов рододендронов.
Китайское название: 灰背杜鹃 hui bei du juan.

## Разновидности
- Rhododendron hippophaeoides var. hippophaeoides (C. B. Clarke) Ridley

Листовая пластинка широкая и большая. Соцветие малоцветковое.
- Rhododendron hippophaeoides var. occidentale M. N. Philipson & Philipson
Листовая пластинка узкая и маленькая. Соцветие многоцветковое[5].

## Распространение
Китай (Сычуань, Юньнань). Еловые и сосновые леса, рододендровые заросли, влажные каменные пастбища, открытые травянистые болота, открытые каменистые склоны, на высотах 2400-4800 метров над уровнем моря.

## Описание
Вечнозеленый кустарник, размеры 0,25—1(—1,5). Крона густая от обильно ветвящихся побегов, компактная. Кора бурая.
Листья продолговатые, эллиптические, от продолговато-ланцетных до продолговато-яйцевидных, (0,8—) 1,2—2,5 (—4) × (0,4—) 0,5—1 (—1,7) см, с обеих сторон покрыты чешуйками, ароматные. Черешки листье 2—5 мм, чешуйчатые.
Соцветия несут 4—7 (—8) цветков. Цветоножки 2,5—7 см.
Венчики широко-воронковидные, ярко-розового, лавандово-синего, голубовато-фиолетового цвета, реже белые, 1-1,3 (-1,5) см. Тычинок (8)10, они короче венчика, нити опушённые к основанию.
Цветет мае-июне, около месяца. Декоративен во время цветения.
Плоды — коробочки, созревают в октябре.

## В культуре
В Финляндии рододендрон облепиховидный является одним из самых неприхотливых и часто выращиваемых стелющихся рододендронов, входящих в подсекцию Lapponica. Зимой растение выглядит практически мёртвым. Осенью листья становятся коричневыми и повисают на ветках так, что создается впечатление, будто куст погиб. Однако весной рододендрон облепиховидный вновь оживает, и с наступлением тепла листья, по крайней мере, часть из них, снова приобретают здоровую зеленую окраску.
Растёт медленно, годичный прирост до 1 см. Светолюбив. Почва кислая, торфянистая, влажная. Рекомендуется для использования на альпийских горках. Ранее весеннее солнце и холодный ветер губительны для этого китайского растения, в условиях Финляндии рекомендуется посадка в защищенных от ветра местах, где скапливается снег, и где летом бывает достаточно солнечного света. Судя по местам естественного распространения рододендрона облепиховидного, он хорошо переносит очень высокую влажность, и даже стоячую воду.
В ГБС с 1964 года. Высота 60 см, диаметр кроны 40 см. Ежегодный прирост 6 см. Цветёт с 7 лет, с начала до конца мая в течение 3 недель. Плоды созревают в конце октября. Зимостойкость от высокой до средней. Всхожесть семян 68 %.
По данным American Rhododendron Society выдерживает зимние понижения температуры до −29 °C. По некоторым сообщениям, в середине зимы выдерживает морозы до −32 °C.
Часто повторяет цветение еще и осенью, если погода достаточно долго остается теплой. Незначительное осеннее цветение несильно сказывается на весенней красоте растения.